# 凱氏小鱸
凱氏小鱸為輻鰭魚綱鱸形目鱸亞目河鱸科小鱸屬的其中一種，該物種分布於美國的淡水流域，被IUCN列為無危物種，棲息在中底層水域。